# C'est la vie (album de Martin Solveig)
Pour les articles homonymes, voir C'est la vie.
Albums de Martin Solveig
So Far
(2006) Smash
(2011)
Singles
1. C'est la vie
Sortie : décembre 2007
2. I Want You
Sortie : juillet 2008
3. One 2.3 four
Sortie : décembre 2008
4. Boys and Girls
Sortie : juin 2009

C'est la vie est le troisième album de Martin Solveig sorti en 2008.
L'album a été réédité en 2009 avec une piste supplémentaire, Boys and Girls, ainsi qu'un deuxième CD de remixes.

## Liste des pistes

### Édition originale
| 1.    | C'est la vie (chanté par Jay Sebag)         | Martin Solveig                   | 3:24 |
| 2.    | I Want You (chanté par Lee Fields)          | Martin Solveig                   | 4:25 |
| 3.    | Butterfly (chanté par Stephy Haïk)          | Martin Solveig                   | 5:04 |
| 4.    | Beauty false (chanté par Martin Solveig)    | Martin Solveig, Michaël Tordjman | 4:10 |
| 5.    | Poptimistic (avec la voix de Gail Cochrane) | Martin Solveig                   | 1:19 |
| 6.    | One 2.3 four (chanté par Chakib Chambi)     | Martin Solveig                   | 4:01 |
| 7.    | Touch me (chanté par Stephy Haïk)           | Martin Solveig                   | 5:24 |
| 8.    | Bottom line (chanté par Martin Solveig)     | Martin Solveig                   | 4:06 |
| 9.    | Give it to me (chanté par Martin Solveig)   | Martin Solveig                   | 5:12 |
| 10.   | Superficial (chanté par Lee Fields)         | Martin Solveig                   | 4:00 |
| 11.   | Some other time (chanté par Jay Sebag)      | Martin Solveig, Michaël Tordjman | 5:00 |
| 46:12 |                                             |                                  |      |

### Definitive Edition
| 1.  | Boys and Girls (chanté par Martin Solveig et Martina Sorbara) | 3:45 |
| 2.  | C'est la vie                                                  | 3:24 |
| 3.  | I Want You                                                    | 4:25 |
| 4.  | Butterfly                                                     | 5:04 |
| 5.  | Beauty false                                                  | 4:10 |
| 6.  | Poptimistic                                                   | 1:19 |
| 7.  | One 2.3 four                                                  | 4:01 |
| 8.  | Touch me                                                      | 5:24 |
| 9.  | Bottom line                                                   | 4:06 |
| 10. | Give it to me                                                 | 5:12 |
| 11. | Superficial                                                   | 4:00 |
| 12. | Some other time                                               | 5:00 |

| 1.  | Intro                                                     |  |
| 2.  | One 2.3 four (Deepside Deejays remix)                     |  |
| 3.  | One 2.3 four (Popof remix)                                |  |
| 4.  | Boys and Girls (Les Petits Pilous remix)                  |  |
| 5.  | C'est la vie (Fedde vs. Martin club mix)                  |  |
| 6.  | C'est la vie (The Bloody Beetroots remix)                 |  |
| 7.  | I Want You (Mowgli & Tepr remix)                          |  |
| 8.  | I Want You (Laidback Luke instrumental)                   |  |
| 9.  | Boys and Girls (Bart B More "Dans Tes Rave" remix)        |  |
| 10. | Poptimistic (Bingo Players vox)                           |  |
| 11. | Give it to me (Kolombo & Compuphonic mix - MS edit)       |  |
| 12. | Give it to me (Tiger Stripes remix)                       |  |
| 13. | One 2.3 four (Mason's dark disco mix)                     |  |
| 14. | Touch me (John Paradox running dub)                       |  |
| 15. | Touch me (Mark Mendes remix)                              |  |
| 16. | One 2.3 four (Felix Da Housecat's ATL Sia rude retro mix) |  |

## Crédits
| - Cyril Atef - batterie - Chakib Chambi - chanteur, chœurs - Gail Cochrane - mots parlés - Tom Coyne - mastering - Sophie Delila - guitare - Lee Fields - chanteur - Pascal Garnon - ingénieur son - Jean-Baptiste Gaudray - guitare - Quentin Ghomari - trompette - Stephy Haïk - chanteuse, chœurs - Armelle Kergall - photographie recto et verso | - Antoine Le Grand - photographie verso du livret - Léo & Mona - design - Laurent Meyer - saxophone - Guy N'Sangué - basse - Jay Sebag - chanteur, chœurs - Loïc Seron - trombone - David Shama - photographies intérieures - Martin Solveig - chanteur, chœurs, instruments, mixage, programmation - Michaël Tordjman - instruments, programmation - Philippe Weiss - mixage |

- Écrit, composé et réalisé par Martin Solveig pour Mixture Stereophonic
  - "Beauty false" et "Some other time" composés et réalisés par Martin Solveig et Michaël Tordjman
- Publié par Temps D'Avance
  - "Beauty false" et "Some other time" publiés par Basic Like This Recordings et Temps D'Avance
- Mixé au Studio Davout, Paris
  - "C'est la vie" et "Poptimistic" mixés à Mixture Studio, France
- Masterisé à Sterling Sound, New York

## Classement par pays
| Classement (2008)            | Meilleure position |
| ---------------------------- | ------------------ |
| Belgique (Ultratop Flandre)  | 99                 |
| Belgique (Ultratop Wallonie) | 23                 |
| France (SNEP)                | 16                 |
| Suisse (Swiss Music Charts)  | 59                 |